# Impala (arma de fogo)
Impala é uma carabina esportiva em calibre .22LR produzida pela Companhia Brasileira de Cartuchos (CBC).
Foram fabricadas entre os anos de 1983 a 1993, especificamente para o tiro esportivo em dois modelos: o 322 e o 422. Possui coronha em madeira de lei tratada, com partes da empunhadura entalhadas e com regulagem de dimensão, e ação por sistema de ferrolho. 
O modelo 422 tem capacidade de dez tiros em carregador livre, enquanto o modelo 322 possui capacidade para seis tiros em carregador fixo. 